# I kräftans klor - LP
I kräftans klor är ett album (LP) av Raped Teenagers från 1988.

## Låtar
Sida 1
1. I Kräftans Klor
2. Svara Ann
3. Fröet
4. Fängslad
5. Puzzelbitar
6. Kul Regn
7. Tyst Höst

Sida 2
1. Sill I Dill
2. 40-Års Krisen
3. Arbetarens Tankar
4. Iskalla Blickar
5. Tegel,Tegel På Väggen Där
6. Skylten